# シュテッフェンベルク
シュテッフェンベルク (ドイツ語: Steffenberg) は、ドイツ連邦共和国ヘッセン州マールブルク＝ビーデンコプフ郡西部の町村（以下、本項では便宜上「町」と記述する）である。

## 地理

### 位置
シュテッフェンベルクはロタール山地の支脈沿い、ディレンブルク (20 km) とマールブルク (35 km) との間に位置する。高度は海抜約 300 - 550 m である。

### 隣接する市町村
シュテッフェンベルクは、北はブライデンバッハ、東はダウトフェタール、南はバート・エントバッハとアンゲルブルク（以上、いずれもマールブルク＝ビーデンコプフ郡）、西はエッシェンブルク（ラーン＝ディル郡）と境を接する。

### 自治体の構成

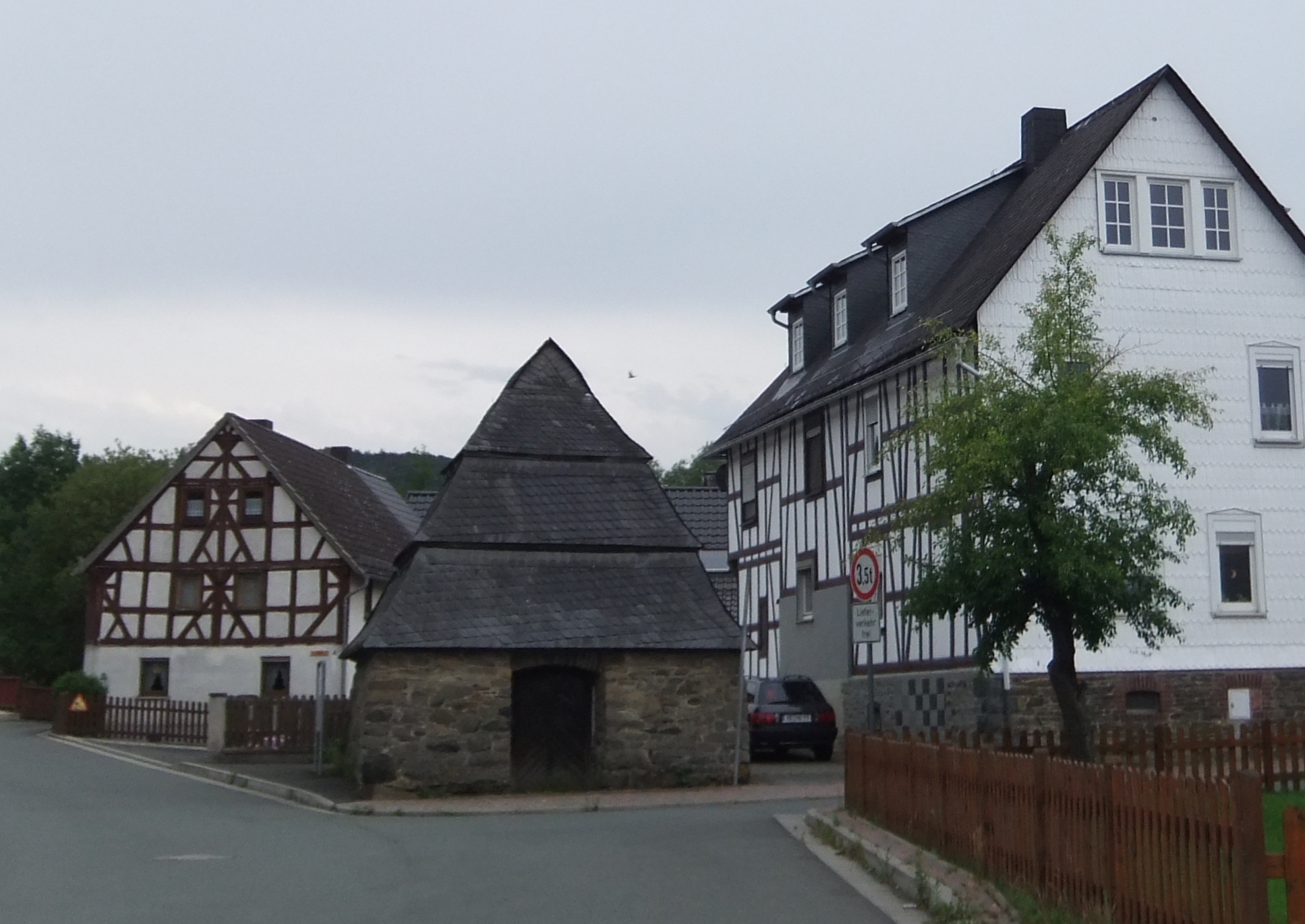
ニーダーアイゼンハウゼン地区のパン焼き小屋

この町は以下の地区からなる。
- ニーダーアイゼンハウゼン
- オーバーヘルレン
- クヴォーツハウゼン
- シュタインペルフ
- オーバーアイゼンハウゼン
- ニーダーヘルレン

## 歴史
1972年4月1日にそれまで独立していた町村ニーダーアイゼンハウゼン、オーバーアイゼンハウゼン、ニーダーヘルレン、オーバーヘルレンが自由意思に基づいて合併した。町名は町域内で最も高い山の名前が選ばれた。
1974年7月1日に、それまで独立した町村であったシュタインペルフとクヴォーツハウゼンが州法に基づいて合併し、新たな自治体が成立した。

## 行政

### 議会
シュテッフェンベルクの町議会は 23 議席からなる 。

### 紋章
図柄: 金地（または黄色地）。青い波帯の上にゆっくりと歩く黒い熊。
この紋章は、町内を流れるペルフ川 (Perf) を象徴的に表している。すなわち、熊 (Bär) + 水 (Wasser) で Bärenwasser。これを古高ドイツ語では Parnaffa といい、ペルフ川にかかっている。

### 姉妹自治体
- ボルツァーノ自治県（イタリア、トレンティーノ＝アルト・アディジェ州）
- Környe（ハンガリー、コマーロム・エステルゴム県）

## 引用
1. ↑  Hessisches Statistisches Landesamt: Bevölkerung in Hessen am 31.12.2023 (Landkreise, kreisfreie Städte und Gemeinden, Einwohnerzahlen auf Grundlage des Zensus 2011)]
2. ↑  2011年3月27日の町議会議員選挙結果 ヘッセン州統計局（2012年5月22日 閲覧）